# Pyxicephalus adspersus
Pyxicephalus adspersus és una espècie de granota que viu a Angola, Botswana, Kenya, Malawi, Moçambic, Namíbia, Sud-àfrica, Eswatini, Tanzània, Zàmbia, Zimbàbue i, possiblement també, a la República Democràtica del Congo.